# Jancel Pimentel
Jancel Miguel Pimentel González (ur. 6 listopada 1992) – dominikański zapaśnik walczący w stylu klasycznym. Zajął szesnaste miejsce na mistrzostwach świata w 2017. Ósmy na igrzyskach panamerykańskich w 2019. Wicemistrz panamerykański w 2017 i 2018; trzeci w  2020. Brązowy medalista igrzysk boliwaryjskich w 2017 roku.